# The Beach Boys/Diskografie
Diese Diskografie ist eine Übersicht über die musikalischen Werke der US-amerikanischen Popgruppe The Beach Boys. Den Schallplattenauszeichnungen zufolge hat sie bisher mehr als 35,7 Millionen Tonträger verkauft, davon alleine in ihrer Heimat über 27,5 Millionen. Ihre erfolgreichste Veröffentlichung ist das Album Sounds of Summer: The Very Best of The Beach Boys mit über 3,3 Millionen verkauften Einheiten.

## Alben

### Studioalben
| Jahr | Titel Musiklabel                                             | Höchstplatzierung, Gesamtwochen/‑monate, AuszeichnungChartplatzierungen (Jahr, Titel, Musiklabel, Platzierungen, Wochen/Monate, Auszeichnungen, Anmerkungen) | Höchstplatzierung, Gesamtwochen/‑monate, AuszeichnungChartplatzierungen (Jahr, Titel, Musiklabel, Platzierungen, Wochen/Monate, Auszeichnungen, Anmerkungen) | Höchstplatzierung, Gesamtwochen/‑monate, AuszeichnungChartplatzierungen (Jahr, Titel, Musiklabel, Platzierungen, Wochen/Monate, Auszeichnungen, Anmerkungen) | Höchstplatzierung, Gesamtwochen/‑monate, AuszeichnungChartplatzierungen (Jahr, Titel, Musiklabel, Platzierungen, Wochen/Monate, Auszeichnungen, Anmerkungen) | Höchstplatzierung, Gesamtwochen/‑monate, AuszeichnungChartplatzierungen (Jahr, Titel, Musiklabel, Platzierungen, Wochen/Monate, Auszeichnungen, Anmerkungen) | Anmerkungen |
| Jahr | Titel Musiklabel                                             | DE | AT | CH | UK | US | Anmerkungen |
| ---- | ------------------------------------------------------------ | --- | --- | --- | --- | --- | --- |
| 1962 | Surfin’ Safari Capitol                                       | — | — | — | — | US32 (37 Wo.)US | Erstveröffentlichung: 1. Oktober 1962 |
| 1963 | Surfin’ U.S.A. Capitol                                       | — | — | — | UK17 (7 Wo.)UK | US2 Gold · (78 Wo.)US | Erstveröffentlichung: 25. März 1963 |
| 1963 | Surfer Girl Capitol                                          | — | — | — | UK13 (14 Wo.)UK | US7 Gold · (56 Wo.)US | Erstveröffentlichung: 16. September 1963, in UK erst 1967 in den Charts                                                                                   |
| 1963 | Little Deuce Coupe Capitol                                   | — | — | — | — | US4 Platin · (46 Wo.)US | Erstveröffentlichung: 7. Oktober 1963 |
| 1964 | Shut Down Vol. 2 Capitol                                     | — | — | — | — | US13 Gold · (38 Wo.)US | Erstveröffentlichung: 2. März 1964 |
| 1964 | All Summer Long Capitol                                      | — | — | — | — | US4 Gold · (49 Wo.)US | Erstveröffentlichung: 13. Juli 1964 |
| 1964 | The Beach Boys’ Christmas Album Capitol                      | — | — | — | — | US66 Gold · (23 Wo.)US | Erstveröffentlichung: 9. November 1964 Weihnachtsalbum |
| 1965 | The Beach Boys Today! Capitol                                | DE14 (4 Mt.)DE | — | — | UK6 (25 Wo.)UK | US4 Gold · (50 Wo.)US | Erstveröffentlichung: 8. März 1965 in UK erst 1966 in den Charts Platz 270 der Rolling-Stone-500                                                          |
| 1965 | Summer Days (And Summer Nights!!) Capitol                    | DE18 (2 Mt.)DE | — | — | UK4 (22 Wo.)UK | US2 Gold · (33 Wo.)US | Erstveröffentlichung: 5. Juli 1965 |
| 1965 | Beach Boys’ Party! Capitol                                   | DE4 (8 Mt.)DE | — | — | UK3 (14 Wo.)UK | US6 (24 Wo.)US | Erstveröffentlichung: 8. November 1965 |
| 1966 | Pet Sounds Capitol                                           | DE16 (3 Mt.)DE | — | CH41 (2 Wo.)CH | UK2 ×2Doppelplatin · (45 Wo.)UK | US10 Platin · (48 Wo.)US | Erstveröffentlichung: 16. Mai 1966; Juni 1990 (US, mit zwei neuen Songs); September 1995 (UK) Platz 2 der Rolling-Stone-500 Charteinstieg in CH erst 2016 |
| 1967 | Smiley Smile Brother                                         | — | — | — | UK9 (8 Wo.)UK | US41 (21 Wo.)US | Veröffentlichung: 18. September 1967 |
| 1967 | Wild Honey Capitol                                           | DE20 (2 Mt.)DE | — | — | UK7 (15 Wo.)UK | US24 (15 Wo.)US | Erstveröffentlichung: 18. Dezember 1967 |
| 1968 | Friends Capitol                                              | — | — | — | UK13 (8 Wo.)UK | US126 (10 Wo.)US | Erstveröffentlichung: 24. Juni 1968 |
| 1969 | 20/20 Capitol                                                | DE23 (3 Mt.)DE | — | — | UK3 (10 Wo.)UK | US68 (11 Wo.)US | Erstveröffentlichung: 10. Februar 1969 (Capitol) |
| 1970 | Sunflower Brother/Reprise                                    | — | — | — | UK29 (6 Wo.)UK | US151 (4 Wo.)US | Erstveröffentlichung: 31. August 1970 Platz 380 der Rolling-Stone-500                                                                                     |
| 1971 | Surf’s Up Brother/Reprise                                    | — | — | — | UK15 (7 Wo.)UK | US29 (17 Wo.)US | Erstveröffentlichung: 30. August 1971 |
| 1972 | Carl and the Passions – „So Tough“ Brother/Reprise           | — | — | — | UK25 (1 Wo.)UK | US50 (20 Wo.)US | Erstveröffentlichung: 15. Mai 1972 in US als Doppelalbum zusammen mit einer Wiederveröffentlichung des Albums Pet Sounds                                  |
| 1973 | Holland Brother/Reprise                                      | — | — | — | UK20 Silber · (7 Wo.)UK | US36 (30 Wo.)US | Erstveröffentlichung: 8. Januar 1973 |
| 1976 | 15 Big Ones Brother/Reprise                                  | — | — | — | UK31 Silber · (3 Wo.)UK | US8 Gold · (27 Wo.)US | Erstveröffentlichung: 28. Juni 1976 |
| 1977 | The Beach Boys Love You Brother/Reprise                      | — | — | — | UK28 (1 Wo.)UK | US53 (7 Wo.)US | Erstveröffentlichung: 11. April 1977 |
| 1978 | M.I.U. Album Brother/Reprise                                 | — | — | — | — | US151 (4 Wo.)US | Erstveröffentlichung: 2. Oktober 1978 größtenteils aufgenommen an der Maharishi International University                                                  |
| 1979 | L.A. (Light Album) Caribou                                   | — | — | — | UK32 (6 Wo.)UK | US100 (13 Wo.)US | Erstveröffentlichung: 19. März 1979 |
| 1980 | Keepin’ the Summer Alive Caribou                             | — | — | — | UK54 (3 Wo.)UK | US75 (6 Wo.)US | Erstveröffentlichung: 24. März 1980 |
| 1985 | The Beach Boys Caribou                                       | DE60 (2 Wo.)DE | — | — | UK60 (2 Wo.)UK | US52 (14 Wo.)US | Erstveröffentlichung: 10. Juni 1985 |
| 1989 | Still Cruisin’ Caribou                                       | DE26 (12 Wo.)DE | AT12 Gold · (2 Mt.)AT | CH25 (2 Wo.)CH | — | US46 Platin · (22 Wo.)US | Erstveröffentlichung: 28. August 1989 |
| 1992 | Summer in Paradise a Brother/EMI                             | DE81 (6 Wo.)DE | — | CH37 (2 Wo.)CH | — | — | Erstveröffentlichung: 3. August 1992 |
| 1996 | Stars and Stripes Vol. 1 River North                         | — | — | — | — | US101 (8 Wo.)US | Erstveröffentlichung: 19. August 1996 |
| 2012 | That’s Why God Made the Radio Capitol                        | DE36 (4 Wo.)DE | AT42 (2 Wo.)AT | CH36 (2 Wo.)CH | UK15 (3 Wo.)UK | US3 (8 Wo.)US | Erstveröffentlichung: 5. Juni 2012 |
| 2018 | The Beach Boys with the Royal Philharmonic Orchestra Capitol | — | — | — | UK4 Silber · (10 Wo.)UK | US165 (1 Wo.)US | Erstveröffentlichung: 8. Juni 2018 |

grau schraffiert: keine Chartdaten aus diesem Jahr verfügbar

### Unveröffentlichte Studioalben
- 1965: Remember the Zoo
- 1966: Live in Michigan
- 1967: Smile
- 1967: Lei’d in Hawaii
- 1969: A World of Peace Must Come (Brian Wilson & Steve Kalinich)
- 1969: Reverberation/Landlocked
- 1970: Add Some Music
- 1975: Caribou Album
- 1976: New Album (ohne Titel, Arbeitstitel eines Ende 1976 in Angriff genommenen Albums, das neben diversen Outtakes von 15 Big Ones auch neue Lieder der Band enthalten sollte)

My Diane, Come Go with Me und Hey Little Tomboy wurden 1978 auf dem M.I.U. Album veröffentlicht. When Girls Get Together wurde auf Keepin’ the Summer Alive publiziert. Sherry She Needs Me gelangte 1998 unter dem Titel She Said That She Needs Me auf Brian Wilsons Soloalbum Imagination.
- 1977: Adult Child

Geplantes Nachfolgealbum von The Beach Boys Love You. Es sollte auch einige Titel enthalten, die bereits dem unveröffentlichten New Album zugedacht waren.
It’s Over Now schrieb Wilson für Frank Sinatra, dieser lehnte den Titel allerdings ab. Still I Dream of It wurde als Demo-Version auf Brian Wilsons Soloalbum I Just Wasn’t Made for These Times im Jahr 1995 veröffentlicht.
- 1977: Merry Christmas from the Beach Boys
- 1978: California Feeling
- 1979: Unbetiteltes Album, Love/Jardine Konzeptalbum
- 1995: Unbetiteltes Album/Nashville Sounds/mit Don Was und Brian Wilson[2]

### Livealben
| Jahr | Titel                                        | Höchstplatzierung, Gesamtwochen/‑monate, AuszeichnungChartplatzierungen (Jahr, Titel, Platzierungen, Wochen/Monate, Auszeichnungen, Anmerkungen) | Höchstplatzierung, Gesamtwochen/‑monate, AuszeichnungChartplatzierungen (Jahr, Titel, Platzierungen, Wochen/Monate, Auszeichnungen, Anmerkungen) | Höchstplatzierung, Gesamtwochen/‑monate, AuszeichnungChartplatzierungen (Jahr, Titel, Platzierungen, Wochen/Monate, Auszeichnungen, Anmerkungen) | Höchstplatzierung, Gesamtwochen/‑monate, AuszeichnungChartplatzierungen (Jahr, Titel, Platzierungen, Wochen/Monate, Auszeichnungen, Anmerkungen) | Höchstplatzierung, Gesamtwochen/‑monate, AuszeichnungChartplatzierungen (Jahr, Titel, Platzierungen, Wochen/Monate, Auszeichnungen, Anmerkungen) | Anmerkungen |
| Jahr | Titel                                        | DE | AT | CH | UK | US | Anmerkungen |
| ---- | -------------------------------------------- | --- | --- | --- | --- | --- | --- |
| 1964 | Beach Boys Concert Capitol                   | DE14 (8 Mt.)DE | — | — | — | US1 Gold · (62 Wo.)US | aufgenommen am 1. August 1964 im Civic Auditorium, Sacramento, Kalifornien Erstveröffentlichung: 19. Oktober 1964   |
| 1970 | Live in London / Beach Boys ’69 (US) Capitol | — | — | — | — | US75 (10 Wo.)US | aufgenommen am 12. August und 1. Dezember 1968 in London Erstveröffentlichung: in UK Mai 1970 / in US November 1976 |
| 1973 | The Beach Boys in Concert Brother/Reprise    | — | — | — | — | US25 Gold · (24 Wo.)US | Erstveröffentlichung: 19. November 1973                                                                             |
| 2013 | Live – The 50th Anniversary Tour             | — | — | — | — | US94 (2 Wo.)US | Erstveröffentlichung: 21. Mai 2013                                                                                  |

grau schraffiert: keine Chartdaten aus diesem Jahr verfügbar
Weitere Livealben
- 2002: The Lost Concert (1964 – Veröffentlichung eines Live-Mitschnitts)
- 2003: Good Timin’: Live at Knebworth England 1980 (volles Konzert in Knebworth, veröffentlicht über Brother Records; US: Gold)
- 2006: Songs from Here and Back (neun Live-Songs aus den Jahren 1974 und 1989 sowie drei neue Lieder aus den jeweiligen Soloprojekten der Bandmitglieder)
- 2011: The Beach Boys Live (The Dave Cash Collection – Aufnahmen aus den 1960ern)
- 2014: The Beach Boys Live in Sacramento 1964 (Live-Aufnahmen von zwei Konzerten in Sacramento vom 1. August 1964, nur als Download-Album bei iTunes veröffentlicht)
- 2015: Live in Chicago 1965
- 2016: Live at the Fillmore East 1971 (Iconography (in-akustik))
- 2017: 1967 – Live Sunshine (Capitol)
- 2018: The Beach Boys On Tour: 1968

### Kompilationen
| Jahr | Titel                                                             | Höchstplatzierung, Gesamtwochen/‑monate, AuszeichnungChartplatzierungen (Jahr, Titel, Platzierungen, Wochen/Monate, Auszeichnungen, Anmerkungen) | Höchstplatzierung, Gesamtwochen/‑monate, AuszeichnungChartplatzierungen (Jahr, Titel, Platzierungen, Wochen/Monate, Auszeichnungen, Anmerkungen) | Höchstplatzierung, Gesamtwochen/‑monate, AuszeichnungChartplatzierungen (Jahr, Titel, Platzierungen, Wochen/Monate, Auszeichnungen, Anmerkungen) | Höchstplatzierung, Gesamtwochen/‑monate, AuszeichnungChartplatzierungen (Jahr, Titel, Platzierungen, Wochen/Monate, Auszeichnungen, Anmerkungen) | Höchstplatzierung, Gesamtwochen/‑monate, AuszeichnungChartplatzierungen (Jahr, Titel, Platzierungen, Wochen/Monate, Auszeichnungen, Anmerkungen) | Anmerkungen |
| Jahr | Titel                                                             | DE | AT | CH | UK | US | Anmerkungen |
| ---- | ----------------------------------------------------------------- | --- | --- | --- | --- | --- | --- |
| 1966 | Best of the Beach Boys Capitol                                    | — | — | — | UK2 (142 Wo.)UK | US8 ×2Doppelplatin · (78 Wo.)US | Erstveröffentlichung: 5. Juli 1966 |
| 1966 | Surf Beat Fun Capitol                                             | DE6 (5 Mt.)DE | — | — | — | — | Erstveröffentlichung: Juli 1966 |
| 1967 | Best of the Beach Boys, Vol. 2 Capitol                            | — | — | — | UK3 (39 Wo.)UK | US50 ×2Doppelplatin · (22 Wo.)US | Erstveröffentlichung: 24. Juli 1967 |
| 1968 | Best of the Beach Boys, Vol. 3 Capitol                            | — | — | — | UK9 (12 Wo.)UK | US153 (6 Wo.)US | Erstveröffentlichung: 5. August 1968 |
| 1968 | Girls Capitol                                                     | DE24 (2 Mt.)DE | — | — | — | — | Erstveröffentlichung: August 1966 |
| 1970 | Greatest Hits Capitol                                             | — | — | — | UK5 (22 Wo.)UK | US— ×2DoppelplatinUS | Erstveröffentlichung: September 1970 |
| 1974 | Endless Summer Capitol                                            | — | — | — | UK— GoldUK | US1 ×3Dreifachplatin · (156 Wo.)US | Erstveröffentlichung: 24. Juni 1974 Doppel-LP |
| 1975 | Spirit of America Capitol                                         | — | — | — | — | US8 Gold · (43 Wo.)US | Erstveröffentlichung: 14. April 1975 Doppel-LP; Fortsetzung von Endless Summer                                                                                       |
| 1975 | Good Vibrations – Best of the Beach Boys Brother/Reprise          | — | — | — | — | US25 (23 Wo.)US | Erstveröffentlichung: 30. Juni 1975 |
| 1976 | 20 Golden Greats Capitol                                          | DE— GoldDE | AT— PlatinAT | CH— PlatinCH | UK1 Platin · (86 Wo.)UK | — | Erstveröffentlichung: Juni 1976 |
| 1976 | 20 Grössten Hits Arcade                                           | DE2 (4½ Mt.)DE | AT4 (4 Mt.)AT | — | — | — | Erstveröffentlichung: September 1977 |
| 1981 | Ten Years of Harmony (1970–1980) Caribou                          | — | — | — | — | US156 (8 Wo.)US | Erstveröffentlichung: 7. Dezember 1981 |
| 1982 | Sunshine Dream Capitol                                            | — | — | — | — | US180 (6 Wo.)US | Erstveröffentlichung: Juni 1982 |
| 1983 | The Very Best of the Beach Boys Capitol                           | — | — | — | UK1 Platin · (17 Wo.)UK | — | Erstveröffentlichung: 18. Juli 1983 |
| 1986 | Made in U.S.A. Capitol                                            | — | — | — | — | US96 ×2Doppelplatin · (12 Wo.)US | Erstveröffentlichung: 7. Juli 1986 |
| 1990 | Summer Dreams – 28 Classic Tracks Capitol                         | — | — | — | UK2 Platin · (27 Wo.)UK | — | Erstveröffentlichung: 11. Juni 1990 |
| 1991 | California Gold – The Very Best of the Beach Boys Capitol         | DE30 (11 Wo.)DE | AT19 (11 Wo.)AT | — | — | — | Erstveröffentlichung: Juni 1991 Doppel-CD |
| 1993 | Good Vibrations: Thirty Years of the Beach Boys EMI               | — | — | — | — | US— GoldUS | Erstveröffentlichung: 29. Juli 1993 Boxset mit fünf CDs |
| 1995 | The Greatest Hits – Volume 1: 20 Good Vibrations                  | — | — | — | — | US95 b (12 Wo.)US | Erstveröffentlichung: 4. April 1995 |
| 1995 | The Best of the Beach Boys Capitol                                | — | — | — | UK25 Silber · (6 Wo.)UK | — | Erstveröffentlichung: 19. Juni 1995 |
| 1998 | Greatest Hits EMI                                                 | — | — | — | UK28 Gold · (4 Wo.)UK | — | Erstveröffentlichung: Juli 1998 |
| 1999 | The Greatest Hits – Volume 2: 20 More Good Vibrations Capitol     | — | — | — | — | US192 (1 Wo.)US | Erstveröffentlichung: 21. September 1999 |
| 2001 | The Very Best of the Beach Boys Capitol                           | — | — | — | UK31 ×2Doppelplatin · (6 Wo.)UK | — | Erstveröffentlichung: 30. Juni 2001 |
| 2002 | The Beach Boys Classics Selected by Brian Wilson Capitol          | — | — | — | — | US159 (1 Wo.)US | Erstveröffentlichung: 2. Juli 2002 |
| 2003 | Sounds of Summer – The Very Best of the Beach Boys Capitol        | DE24 c (2 Wo.)DE | — | CH46 c (5 Wo.)CH | UK32 Silber · (9 Wo.)UK | US16 ×3Dreifachplatin · (352 Wo.)US | Erstveröffentlichung: 10. Juni 2003 (US), Juli 2006 (UK) |
| 2005 | The Platinum Collection EMI                                       | — | — | — | UK30 Silber · (5 Wo.)UK | — | Erstveröffentlichung: 30. Mai 2005 |
| 2007 | The Warmth of the Sun Capitol                                     | — | — | — | — | US40 (7 Wo.)US | Erstveröffentlichung: 22. Mai 2007 Fortsetzung von Sounds of Summer                                                                                                  |
| 2011 | The Smile Sessions Capitol                                        | DE26 (4 Wo.)DE | — | CH65 (2 Wo.)CH | UK25 (2 Wo.)UK | US27 (2 Wo.)US | Erstveröffentlichung: 31. Oktober 2011 Boxset mit Originalaufnahmen von 1966 und 1967, das eine rekonstruierte Fassung des unveröffentlichten Albums Smile darstellt |
| 2012 | 50th Anniversary Retrospective – Limited Edition Capitol          | — | — | — | — | US86 (1 Wo.)US | Erstveröffentlichung: Mai 2012 |
| 2012 | Fifty Big Ones: Greatest Hits Capitol                             | DE96 (1 Wo.)DE | — | — | UK30 (2 Wo.)UK | US116 (1 Wo.)US | Erstveröffentlichung: 9. Oktober 2012 |
| 2017 | 1967 – Sunshine Tomorrow Capitol                                  | — | — | — | UK49 (1 Wo.)UK | US145 (1 Wo.)US | Erstveröffentlichung: 30. Juni 2017 |
| 2021 | Feel Flows – The Sunflower & Surf’s Up Sessions 1969–1971 Capitol | DE19 (1 Wo.)DE | AT38 (1 Wo.)AT | CH21 (1 Wo.)CH | UK19 (1 Wo.)UK | US83 (1 Wo.)US | Erstveröffentlichung: 27. August 2021 |
| 2022 | Sail On, Sailor – 1972 Capitol                                    | DE84 (1 Wo.)DE | — | — | — | — | Erstveröffentlichung: 2. Dezember 2022 |

grau schraffiert: keine Chartdaten aus diesem Jahr verfügbar
Weitere Kompilationen
- 1968: Stack-O-Tracks d
- 1975: American Summer
- 1996: 20 Great Love Songs (UK: Silber)
- 1999: I Love You (UK: Gold)
- 2002: Hits Of (UK: Silber)
- 2017: 1967 – Sunshine Tomorrow 2 – The Studio Sessions

## Singles
| Jahr | Titel Album                                               | Höchstplatzierung, Gesamtwochen/‑monate, AuszeichnungChartplatzierungen (Jahr, Titel, Album, Platzierungen, Wochen/Monate, Auszeichnungen, Anmerkungen) | Höchstplatzierung, Gesamtwochen/‑monate, AuszeichnungChartplatzierungen (Jahr, Titel, Album, Platzierungen, Wochen/Monate, Auszeichnungen, Anmerkungen) | Höchstplatzierung, Gesamtwochen/‑monate, AuszeichnungChartplatzierungen (Jahr, Titel, Album, Platzierungen, Wochen/Monate, Auszeichnungen, Anmerkungen) | Höchstplatzierung, Gesamtwochen/‑monate, AuszeichnungChartplatzierungen (Jahr, Titel, Album, Platzierungen, Wochen/Monate, Auszeichnungen, Anmerkungen) | Höchstplatzierung, Gesamtwochen/‑monate, AuszeichnungChartplatzierungen (Jahr, Titel, Album, Platzierungen, Wochen/Monate, Auszeichnungen, Anmerkungen) | Anmerkungen |
| Jahr | Titel Album                                               | DE | AT | CH | UK | US | Anmerkungen |
| ---- | --------------------------------------------------------- | --- | --- | --- | --- | --- | --- |
| 1962 | Surfin’ Surfin’ Safari                                    | — | — | — | — | US75 (6 Wo.)US | Erstveröffentlichung: November 1961 (Candix) |
| 1962 | Surfin’ Safari e Surfin’ Safari                           | — | — | — | — | US14 (17 Wo.)US | Erstveröffentlichung: 4. Juni 1962 (Capitol) |
| 1962 | 409 e Surfin’ Safari                                      | — | — | — | — | US76 (1 Wo.)US | B-Seite von Surfin’ Safari |
| 1962 | Ten Little Indians Surfin’ Safari                         | — | — | — | — | US49 (8 Wo.)US | Erstveröffentlichung: 19. November 1962 (Capitol) |
| 1963 | Surfin’ USA Surfin’ U.S.A.                                | — | — | — | UK34 Gold · (7 Wo.)UK | US3 (25 Wo.)US | Erstveröffentlichung: 4. März 1963 (Capitol) Rock and Roll Hall of Fame |
| 1963 | Shut Down Surfin’ U.S.A.                                  | — | — | — | — | US23 (13 Wo.)US | B-Seite von Surfin’ USA |
| 1963 | Surfer Girl Surfer Girl / Little Deuce Coupe              | — | — | — | — | US7 (14 Wo.)US | Erstveröffentlichung: 22. Juli 1963 (Capitol) |
| 1963 | Little Deuce Coupe Surfer Girl / Little Deuce Coupe       | — | — | — | — | US15 (11 Wo.)US | B-Seite von Surfer Girl |
| 1963 | Be True to Your School Little Deuce Coupe                 | — | — | — | — | US6 (12 Wo.)US | Erstveröffentlichung: 14. Oktober 1963 (Capitol) |
| 1963 | In My Room Surfer Girl                                    | — | — | — | — | US23 (13 Wo.)US | B-Seite von Be True to Your School Grammy Hall of Fame, Platz 209 der Rolling-Stone-500 |
| 1963 | Little Saint Nick –                                       | DE— fDE | — | CH54 (3 Wo.)CH | UK43 Gold · (9 Wo.)UK | US25 (11 Wo.)US | Erstveröffentlichung: 2. Dezember 1963 (Capitol) Charteinstieg in US 2020, in CH 2022 B-Seite: The Lord’s Prayer                                                                            |
| 1964 | Fun, Fun, Fun Shut Down Volume 2                          | DE49 (1 Mt.)DE | — | — | — | US5 (11 Wo.)US | Erstveröffentlichung: 3. Februar 1964 (Capitol) |
| 1964 | I Get Around All Summer Long                              | DE38 (1 Mt.)DE | — | — | UK7 Silber · (13 Wo.)UK | US1 Gold · (15 Wo.)US | Erstveröffentlichung: 11. Mai 1964 (Capitol) |
| 1964 | Don’t Worry Baby –                                        | — | — | — | UK— SilberUK | US24 (10 Wo.)US | B-Seite von I Get Around Rock and Roll Hall of Fame, Platz 176 der Rolling-Stone-500 |
| 1964 | When I Grow Up (To Be a Man) The Beach Boys Today!        | — | — | — | UK27 (7 Wo.)UK | US9 (10 Wo.)US | Erstveröffentlichung: 17. August 1964 (Capitol) |
| 1964 | Wendy –                                                   | DE36 (1 Mt.)DE | — | — | — | US44 (6 Wo.)US | in den USA auf der EP 4-By the Beach Boys erschienen Erstveröffentlichung: 1. September 1964 (Capitol)                                                                                      |
| 1964 | Little Honda –                                            | DE44 (½ Mt.)DE | — | — | — | US65 (5 Wo.)US | in den USA auf der EP 4-By the Beach Boys erschienen Erstveröffentlichung: 1. September 1964 (Capitol)                                                                                      |
| 1964 | Dance, Dance, Dance The Beach Boys Today!                 | — | — | — | UK24 (6 Wo.)UK | US8 (11 Wo.)US | Erstveröffentlichung: 26. Oktober 1964 (Capitol) |
| 1965 | Do You Wanna Dance? The Beach Boys Today!                 | — | — | — | — | US12 (8 Wo.)US | Erstveröffentlichung: 8. Februar 1965 (Capitol) |
| 1965 | Please Let Me Wonder The Beach Boys Today!                | — | — | — | — | US52 (5 Wo.)US | Erstveröffentlichung: 8. Februar 1965 (Capitol) B-Seite von Do You Wanna Dance? |
| 1965 | Help Me, Rhonda Summer Days (And Summer Nights!!)         | DE10 (3½ Mt.)DE | — | — | UK27 (10 Wo.)UK | US1 (14 Wo.)US | Erstveröffentlichung: 5. April 1965 (Capitol) |
| 1965 | California Girls Summer Days (And Summer Nights!!)        | DE30 (½ Mt.)DE | — | — | UK26 (8 Wo.)UK | US3 (11 Wo.)US | Erstveröffentlichung: 12. Juli 1965 (Capitol) Rock and Roll Hall of Fame, Platz 71 der Rolling-Stone-500                                                                                    |
| 1965 | The Little Girl I Once Knew –                             | — | — | — | — | US20 (8 Wo.)US | Erstveröffentlichung: 8. November 1965 (Capitol) |
| 1966 | Barbara Ann Beach Boys’ Party!                            | DE2 (4 Mt.)DE | AT1 (4 Mt.)AT | — | UK3 (10 Wo.)UK | US2 (11 Wo.)US | Erstveröffentlichung: 20. Dezember 1965 (Capitol) |
| 1966 | Caroline, No Pet Sounds                                   | — | — | — | — | US32 (7 Wo.)US | Erstveröffentlichung: 7. März 1966 (Capitol) eigentlich eine Soloaufnahme von Brian Wilson Platz 211 der Rolling-Stone-500                                                                  |
| 1966 | Sloop John B Pet Sounds                                   | DE1 (3½ Mt.)DE | AT1 (4 Mt.)AT | — | UK2 Silber · (15 Wo.)UK | US3 (11 Wo.)US | Erstveröffentlichung: 21. März 1966 (Capitol) Platz 271 der Rolling-Stone-500 |
| 1966 | Wouldn’t It Be Nice Pet Sounds                            | — | — | — | UK58 Platin · (2 Wo.)UK | US8 (11 Wo.)US | Erstveröffentlichung: 11. Juli 1966 (Capitol) in Großbritannien erst im Juni 1990 in den Charts                                                                                             |
| 1966 | God Only Knows Pet Sounds                                 | DE22 (1½ Mt.)DE | — | — | UK2 Platin · (14 Wo.)UK | US39 (8 Wo.)US | B-Seite von Wouldn’t It Be Nice Rock and Roll Hall of Fame, Platz 25 der Rolling-Stone-500                                                                                                  |
| 1966 | Good Vibrations Smiley Smile                              | DE8 (3½ Mt.)DE | AT9 (1 Mt.)AT | — | UK1 Platin · (13 Wo.)UK | US1 Platin · (14 Wo.)US | Erstveröffentlichung: 10. Oktober 1966 (Capitol) Grammy Hall of Fame, Rock and Roll Hall of Fame, Platz 6 der Rolling-Stone-500 Nach Wiederveröffentlichung 1976 in UK auf Platz 18 (7 Wo.) |
| 1967 | Then I Kissed Her –                                       | DE39 (½ Mt.)DE | — | — | UK4 (11 Wo.)UK | — | Erstveröffentlichung: April 1967 (Capitol) |
| 1967 | Heroes and Villains Smiley Smile                          | DE34 (½ Mt.)DE | — | — | UK8 (9 Wo.)UK | US12 (7 Wo.)US | Erstveröffentlichung: 24. Juli 1967 (Capitol) |
| 1967 | Wild Honey                                                | — | — | — | UK29 (6 Wo.)UK | US31 (6 Wo.)US | Erstveröffentlichung: 23. Oktober 1967 (Capitol) |
| 1967 | Darlin’ Wild Honey                                        | — | — | — | UK11 (14 Wo.)UK | US19 (9 Wo.)US | Erstveröffentlichung: 11. Dezember 1967 (Capitol) |
| 1968 | Friends                                                   | — | — | — | UK25 (7 Wo.)UK | US47 (7 Wo.)US | Erstveröffentlichung: 8. April 1968 (Capitol) |
| 1968 | Do It Again –                                             | DE4 (4 Mt.)DE | AT8 (2 Mt.)AT | CH7 (4 Wo.)CH | UK1 (15 Wo.)UK | US20 (10 Wo.)US | Erstveröffentlichung: 15. Juli 1968 (Capitol) |
| 1968 | Bluebirds over the Mountain 20/20                         | — | — | — | UK33 (5 Wo.)UK | US61 (6 Wo.)US | Erstveröffentlichung: 2. Dezember 1968 (Capitol) |
| 1969 | I Can Hear Music 20/20                                    | DE13 (1 Mt.)DE | — | — | UK10 (13 Wo.)UK | US24 (10 Wo.)US | Erstveröffentlichung: 24. Februar 1969 (Capitol) |
| 1969 | Break Away –                                              | DE29 (½ Mt.)DE | — | — | UK6 (11 Wo.)UK | US63 (6 Wo.)US | Erstveröffentlichung: 23. Juni 1969 (Capitol) |
| 1970 | Add Some Music to Your Day Sunflower                      | — | — | — | — | US64 (5 Wo.)US | Erstveröffentlichung: 23. Februar 1970 (Brother) |
| 1970 | Cotton Fields –                                           | DE29 (½ Mt.)DE | — | — | UK5 (17 Wo.)UK | — | Erstveröffentlichung: 20. April 1970 (Brother) |
| 1971 | Long Promised Road Surf’s Up                              | — | — | — | — | US89 (5 Wo.)US | Erstveröffentlichung: 11. Oktober 1971 (Brother) |
| 1973 | Sail On, Sailor Holland                                   | — | — | — | — | US49 (17 Wo.)US | Erstveröffentlichung: 29. Januar 1973, April 1975 (Brother) Höchstplatzierung wurde erst 1975 erreicht                                                                                      |
| 1973 | California Saga (On My Way to Sunny Californ-i-a) Holland | — | — | — | UK37 (5 Wo.)UK | US84 (4 Wo.)US | Erstveröffentlichung: 16. April 1973 (Brother) |
| 1976 | Rock and Roll Music 15 Big Ones                           | — | — | — | UK36 (4 Wo.)UK | US5 (16 Wo.)US | Erstveröffentlichung: 24. Mai 1976 (Brother) |
| 1976 | It’s O. K. 15 Big Ones                                    | — | — | — | — | US29 (10 Wo.)US | Erstveröffentlichung: 9. August 1976 (Brother) |
| 1978 | Peggy Sue M.I.U. Album                                    | — | — | — | — | US59 (6 Wo.)US | Erstveröffentlichung: 28. August 1978 (Brother) |
| 1979 | Here Comes the Night L.A. (Light Album)                   | — | — | — | UK37 (8 Wo.)UK | US44 (8 Wo.)US | Erstveröffentlichung: 19. Februar 1979 (Caribou) |
| 1979 | Good Timin’ L.A. (Light Album)                            | — | — | — | — | US40 (10 Wo.)US | Erstveröffentlichung: 16. April 1979 (Caribou) |
| 1979 | Lady Lynda L.A. (Light Album)                             | — | — | — | UK6 (11 Wo.)UK | — | Erstveröffentlichung: Juni 1979 (Caribou) |
| 1979 | Sumahama L.A. (Light Album)                               | — | — | — | UK45 (4 Wo.)UK | — | Erstveröffentlichung: September 1979 (Caribou) |
| 1980 | Goin’ On Keepin’ the Summer Alive                         | — | — | — | — | US83 (3 Wo.)US | Erstveröffentlichung: 11. März 1980 (Caribou) |
| 1981 | The Beach Boys Medley –                                   | — | — | — | UK47 (4 Wo.)UK | US12 (18 Wo.)US | Erstveröffentlichung: Juli 1981 (Capitol) |
| 1981 | Come Go with Me –                                         | — | — | — | — | US18 (15 Wo.)US | Erstveröffentlichung: 2. November 1981 (Caribou) |
| 1985 | Getcha Back The Beach Boys                                | — | — | — | — | US26 (12 Wo.)US | Erstveröffentlichung: 8. Mai 1985 (Caribou) |
| 1985 | It’s Getting Late The Beach Boys                          | — | — | — | — | US82 (5 Wo.)US | Erstveröffentlichung: 17. Juli 1985 (Caribou) |
| 1986 | Rock ’n’ Roll to the Rescue –                             | — | — | — | — | US86 (6 Wo.)US | Erstveröffentlichung: Juni 1986 (Capitol) |
| 1986 | California Dreamin’ –                                     | — | — | — | — | US57 (10 Wo.)US | Erstveröffentlichung: 1. September 1986 (Capitol) |
| 1987 | Wipeout –                                                 | DE30 (8 Wo.)DE | — | — | UK2 (12 Wo.)UK | US12 (19 Wo.)US | Original: The Surfaris (1963) Erstveröffentlichung: 1. Juli 1987 (Tin Pan Apple); mit den Fat Boys                                                                                          |
| 1988 | Kokomo Still Cruisin’                                     | DE7 (18 Wo.)DE | — | CH8 (11 Wo.)CH | UK25 Silber · (9 Wo.)UK | US1 Platin · (28 Wo.)US | aus dem Film Cocktail Erstveröffentlichung: 18. Juli 1988 (Elektra) |
| 1989 | Don’t Worry Baby –                                        | DE41 (6 Wo.)DE | — | — | — | — | Erstveröffentlichung: März 1989 mit den Everly Brothers |
| 1989 | Still Cruisin’                                            | DE51 (12 Wo.)DE | AT11 (8 Wo.)AT | — | — | US93 (3 Wo.)US | aus dem Film Lethal Weapon II – Brennpunkt L.A. Erstveröffentlichung: 7. August 1989 (Capitol)                                                                                              |
| 1996 | Fun, Fun, Fun –                                           | DE81 (10 Wo.)DE | — | — | UK24 (4 Wo.)UK | — | Erstveröffentlichung: Februar 1996 mit Status Quo |

grau schraffiert: keine Chartdaten aus diesem Jahr verfügbar
Weitere Singles
- 1964: The Man with All the Toys/Blue Christmas (Capitol)
- 1967: Gettin’ Hungry/Devoted to You (Brian Wilson & Mike Love, Brother)
- 1970: Slip On Through/This Whole World (Brother)
- 1970: Tears in the Morning/It’s About Time (Brother)
- 1971: Cool, Cool Water/Forever (Brother)
- 1971: Wouldn’t It Be Nice (live)/The Times They Are a-Changin’ (Ode)
- 1971: Long Promised Road/Deirdre (Brother)
- 1971: Surf’s Up!/Don’t Go Near the Water (Brother)
- 1972: You Need a Mess of Help to Stand Alone/Cuddle Up (Brother)
- 1972: Marcella/Hold On Dear Brother (Brother)
- 1974: Child of Winter/Susie Cincinnati (Brother)
- 1976: Everyone’s in Love with You/Susie Cincinnati (Brother)
- 1977: Honkin’ Down the Highway/Solar System (Brother)
- 1980: Livin’ with a Heartache/Santa Ana Winds (Caribou)
- 1985: She Believes in Love Again/It’s Just a Matter of Time (Caribou)
- 1987: Happy Endings (mit Little Richard)/California Girls (Critique Records)
- 1990: Somewhere Near Japan/Kokomo (Capitol)
- 1990: Problem Child/Tutti Frutti (mit Little Richard) (RCA)
- 1992: Hot Fun in the Summertime/Summer of Love (Brother)
- 1996: I Can Hear Music (mit Kathy Troccoli; River North)
- 1996: Long Tall Texan (mit Doug Supernaw; River North)
- 1996: Little Deuce Coupe (mit James House; River North)
- 2012: That’s Why God Made the Radio (Capitol)

## Videoalben
| Jahr | Titel                                       | Höchstplatzierung, Gesamtwochen, AuszeichnungChartplatzierungen (Jahr, Titel, Platzierungen, Wochen, Auszeichnungen, Anmerkungen) | Höchstplatzierung, Gesamtwochen, AuszeichnungChartplatzierungen (Jahr, Titel, Platzierungen, Wochen, Auszeichnungen, Anmerkungen) | Höchstplatzierung, Gesamtwochen, AuszeichnungChartplatzierungen (Jahr, Titel, Platzierungen, Wochen, Auszeichnungen, Anmerkungen) | Höchstplatzierung, Gesamtwochen, AuszeichnungChartplatzierungen (Jahr, Titel, Platzierungen, Wochen, Auszeichnungen, Anmerkungen) | Höchstplatzierung, Gesamtwochen, AuszeichnungChartplatzierungen (Jahr, Titel, Platzierungen, Wochen, Auszeichnungen, Anmerkungen) | Anmerkungen                             |
| Jahr | Titel                                       | DE | AT | CH | UK | US | Anmerkungen                             |
| ---- | ------------------------------------------- | --- | --- | --- | --- | --- | --------------------------------------- |
| 1962 | Good Timin’: Live at Knebworth England 1980 | — | — | — | UK17 (26 Wo.)UK | — | Erstveröffentlichung: 26. November 2002 |

grau schraffiert: keine Chartdaten aus diesem Jahr verfügbar

## Sonderveröffentlichungen
Raritäten
- 1983: Rarities – 13 bis dato unveröffentlichte und seltene Aufnahmen, dazu drei Medleys mit bekannten Stücken
- 1991: Lost & Found (1961–62)
- 1996: The Pet Sounds Sessions – ein Versuch, das Album so vollständig wie möglich zu dokumentieren. Auf vier CDs gibt es neben einem Remix des Original-Albums nach 30 Jahren erstmals eine Stereoabmischung, ferner jeden Song nur als Gesangs- und nur als Instrumentalspur und einige Alternativ-Versionen.
- 1998: Endless Harmony Soundtrack – Soundtrack zur Dokumentation mit einigen unveröffentlichten Stücken
- 1998: Salute to Nascar – Mike Love, Bruce Johnston und David Lee Marks
- 1998: Symphonic Sounds of the Beach Boys – Konzept von Bruce Johnston
- 1998: Ultimate Christmas – das Christmas Album von 1964, ergänzt um einige Alternativ-Abmischungen und um acht Aufnahmen, die 1977 für ein zweites Weihnachtsalbum aufgenommen wurden, das nie erschien.
- 2001: Hawthorne, CA – Birthplace of a Musical Legacy – 57 bis dato unveröffentlichte Aufnahmen dazu mit Time to Live in Dreams ein unveröffentlichtes Stück von Dennis Wilson.
- 2003: Pet Sounds – DVD Audio – Eine Neuabmischung der Masterbänder des Originalalbums in hochauflösender DVD-Audio-Qualität. Neben einem Remix in 5.1-Kanal-Raumklang gibt es eine Stereoabmischung. Zudem enthält die DVD ähnlich der CD The Pet Sounds Sessions zu einigen Songs zusätzlich je nur die Gesangs- und Instrumentalspuren.
- 2014: Keep an Eye on Summer – The Beach Boys Sessions 1964 – Zusammenstellung von seltenen Outtakes, Alternativ-Versionen und Live-Aufnahmen aus dem Jahr 1964, nur als Download-Album bei itunes veröffentlicht.

## Statistik

### Chartauswertung
|                     | DE     | AT    | CH    | UK     | US     |
| ------------------- | ------ | ----- | ----- | ------ | ------ |
| Nummer-eins-Alben   | DE—DE  | AT—AT | CH—CH | UK2UK  | US2US  |
| Top-10-Alben        | DE3DE  | AT1AT | CH—CH | UK15UK | US14US |
| Alben in den Charts | DE20DE | AT5AT | CH7CH | UK37UK | US50US |

|                       | DE     | AT    | CH    | UK     | US     |
| --------------------- | ------ | ----- | ----- | ------ | ------ |
| Nummer-eins-Singles   | DE1DE  | AT2AT | CH—CH | UK2UK  | US4US  |
| Top-10-Singles        | DE6DE  | AT4AT | CH2CH | UK13UK | US15US |
| Singles in den Charts | DE21DE | AT5AT | CH3CH | UK32UK | US55US |

|                          | DE    | AT    | CH    | UK    | US    |
| ------------------------ | ----- | ----- | ----- | ----- | ----- |
| Nummer-eins-Videoalben   | DE—DE | AT—AT | CH—CH | UK—UK | US—US |
| Top-10-Videoalben        | DE—DE | AT—AT | CH—CH | UK—UK | US—US |
| Videoalben in den Charts | DE—DE | AT—AT | CH—CH | UK1UK | US—US |

### Auszeichnungen für Musikverkäufe
| Silberne Schallplatte - Frankreich - 1989: für die Single Kokomo Goldene Schallplatte - Australien - 1990: für das Album Still Cruisin’ - 2008: für das Videoalbum Endless Harmony: The Beach Boys Story, A Documentary - Frankreich - 1992: für das Album California Gold – The Very Best of The Beach Boys - 2000: für das Album The Greatest Hits – Volume 1: 20 Good Vibrations - Italien - 2023: für die Single Surfin’ USA - Neuseeland - 2001: für das Album The Very Best of the Beach Boys - 2022: für die Single Little Saint Nick - Niederlande - 1979: für das Album All Time Greatest Hits - Schweden - 1993: für das Album California Gold – The Very Best of The Beach Boys - Spanien - 1996: für das Album Anthology | Platin-Schallplatte - Argentinien - 2005: für das Album Summer Dreams – 28 Classic Tracks - Australien - 1989: für die Single Kokomo - 2006: für das Videoalbum Live At Knebworth 1980 - 2008: für das Videoalbum Good Vibrations Tour - Kanada - 2006: für das Album Sounds of Summer: The Very Best of The Beach Boys - Neuseeland - 1993: für das Album California Gold – The Very Best of The Beach Boys - 1999: für das Album Greatest Hits - 2021: für die Single Good Vibrations - 2021: für die Single Wouldn’t It Be Nice 2× Platin-Schallplatte - Australien - 2011: für das Album Sounds of Summer: The Very Best of The Beach Boys - Neuseeland - 1979: für das Album 20 Golden Greats - Spanien - 1990: für das Album The Beach Boys Collection | 3× Platin-Schallplatte - Australien - 1993: für das Album Summer Dreams – 28 Classic Tracks 5× Platin-Schallplatte - Neuseeland - 1982: für das Album 20 Greatest Hits |

Anmerkung: Auszeichnungen in Ländern aus den Charttabellen bzw. Chartboxen sind in ebendiesen zu finden.
| Land/RegionAuszeichnungen für Musikverkäufe (Land/Region, Auszeichnungen, Verkäufe, Quellen) | Silber       | Gold       | Platin       | Verkäufe   | Quellen                                                        |
| -------------------------------------------------------------------------------------------- | ------------ | ---------- | ------------ | ---------- | -------------------------------------------------------------- |
| Argentinien (CAPIF)                                                                          | —            | —          | Platin1      | 40.000     | capif.org.ar (Memento vom 20. August 2011 im Internet Archive) |
| Australien (ARIA)                                                                            | —            | 2× Gold2   | 8× Platin8   | 492.500    | aria.com.au                                                    |
| Deutschland (BVMI)                                                                           | —            | Gold1      | —            | 250.000    | musikindustrie.de                                              |
| Frankreich (SNEP)                                                                            | Silber1      | 2× Gold2   | —            | 400.000    | snepmusique.com infodisc.fr                                    |
| Italien (FIMI)                                                                               | —            | Gold1      | —            | 50.000     | fimi.it                                                        |
| Kanada (MC)                                                                                  | —            | —          | Platin1      | 100.000    | musiccanada.com                                                |
| Neuseeland (RMNZ)                                                                            | —            | 2× Gold2   | 11× Platin11 | 252.500    | aotearoamusiccharts.co.nz NZ2                                  |
| Niederlande (NVPI)                                                                           | —            | Gold1      | —            | 100.000    | nvpi.nl                                                        |
| Österreich (IFPI)                                                                            | —            | Gold1      | Platin1      | 75.000     | ifpi.at                                                        |
| Schweden (IFPI)                                                                              | —            | Gold1      | —            | 50.000     | ifpi.se (Memento vom 21. Mai 2012 im Internet Archive)         |
| Schweiz (IFPI)                                                                               | —            | —          | Platin1      | 50.000     | hitparade.ch                                                   |
| Spanien (Promusicae)                                                                         | —            | Gold1      | 2× Platin2   | 200.000    | elportaldemusica.es Sólo éxitos: año a año, 1959–2002          |
| Vereinigte Staaten (RIAA)                                                                    | —            | 14× Gold14 | 19× Platin19 | 27.500.000 | riaa.com                                                       |
| Vereinigtes Königreich (BPI)                                                                 | 12× Silber12 | 5× Gold5   | 10× Platin10 | 6.160.000  | bpi.co.uk                                                      |
| Insgesamt                                                                                    | 13× Silber13 | 31× Gold31 | 54× Platin54 |            |                                                                |